# Interceptors (película)
Interceptors (titulada: Fuerza de choque en España y Comandos en México) es una película estadounidense de acción, drama y ciencia ficción de 1999, dirigida por Phillip J. Roth, que a su vez la escribió junto a Jim Christopher, en la fotografía estuvo Philip D. Schwartz y los protagonistas son Olivier Gruner, Brad Dourif y Ernie Hudson, entre otros. El filme fue producido por Unified Film Organization (UFO) e Interceptors Productions Inc.; se estrenó el 11 de septiembre de 1999.

## Sinopsis
En un futuro no muy lejano, Estados Unidos ha formado un equipo especial de soldados preparados para combatir contra extraterrestres. Una fuerza compuesta por varios países, es la última línea de defensa.